# Vzokanovití
Vzokanovití (Oonopidae) je čeleď pavouků.

## Systematika
Za popisnou autoritu čeledi Oonopidae je pokládán francouzský přírodovědec Eugène Simon (1890). Na základě World Spider Catalog zahrnují vzokanovití k září roku 2024 celkem 115 rodů. Taxonomii vzokanovitých lze obecně shrnout jako problematickou, protože množství rodů bylo popsáno nekorektně či na základě nedospělých jedinců, holotypové vzorky jsou často ztraceny či poškozeny a čeleď rovněž trpěla přemírou monotypických rodů. Tento neutěšený stav roku 2006 vyústil v založení mezinárodního projektu Goblin Spider Planetary Biodiversity Inventory, jenž přispěl k radikálním taxonomickým revizím.
Některé rody historicky klasifikované mezi vzokanovitými našly své místo v čeledích Orsolobidae, Theridiidae a Tetrablemmidae. Spíše zajímavostí je, že se vzokanovitými byl ve 20. století spojován i druh Brucharachne ecitophila (nyní Sphaeroseius ecitophilus), u něhož se však nepotvrdila příbuznost s pavouky, ale ukázal se býti neobvyklým roztočem.
Z hlediska fylogeneze jde o nejbližší příbuzné čeledí šestiočkovití (Dysderidae), segestrovití (Segestriidae) a Orsolobidae, s nimiž vzokani utvářejí klad Dysderoidea. Může jít o sesterský taxon vůči Orsolobidae, relativně nepočetné čeledi s rozšířením na jižních kontinentech, s níž vzokanovití sdílejí některé morfologické synapomorfie. Molekulárně-fylogenetická studie z roku 2017 nicméně tento vztah spíše nepotvrdila.
Vzokanovití mají relativně bohatý fosilní záznam, nálezy v jantaru jsou datovány až do křídy. Mezi popsané vyhynulé rody patří Burmorchestina, Canadaorchestina či Fossilopaea, většina fosilních druhů však k roku 2010 spadala do recentního rodu Orchestina.
České jméno vzokanovití pochází ze starého Fričova názvosloví, původně však bylo určeno skálovkám (Gnaphosidae).

## Popis
Vzokanovití jsou relativně drobní pavouci o velikosti 1–4 mm, s často jasným zbyrvením pohybujícím se v odstínech oranžové, žluté, nazelenalé nebo růžové, ovšem bez kresby. Hřbetní štít hlavohrudi (karapax) je konvexní až plochý, s nevýraznou hřbetní rýžkou (fovea). Přední část hlavohrudi je výrazně zúžená, prakticky celou její šířku zabírá šest černě lemovaných očí, jež jsou nahloučeny blízko sebe. Druhy žijící v termitištích nicméně oči redukovaly. Hrudní štít (sternum) je široce oválný. Zadeček je oválný, může být chráněn tvrdými štítky. Na základě jejich přítomnosti, resp. nepřítomnosti se rozlišovaly podčeledi Gamasomorphinae, resp. Oonopinae, jejich monofylie je nicméně nejistá. Končetiny bývají krátké a robustní, se dvěma zubatými drápky na posledním článku. Obecně lze říci, že jde o skupinu značně rozmanitou co do morfologie, jak je patrné zejména na stavbě pohlavních orgánů. Vzokanovití jsou tzv. haplogynní pavouci, samičí spermatéka je tedy na konci slepě zakončeného kanálku; některé druhy si však vyvinuly i odvozenější, entelegynní („průtokovou“) podobu samičího pohlavního ústrojí. Jedinečným znakem samců vzokanů jsou srostlé gonády. Samčí makadla, která slouží jako druhotné pohlavní orgány, mohou nabývat různých bizarních tvarů. Zaznamenány byly i další excesivní projevy pohlavní dvojtvárnosti, např. samcům rodu Unicorn vyrůstá výrazný roh mezi očima a klepítky.

## Ekologie a chování

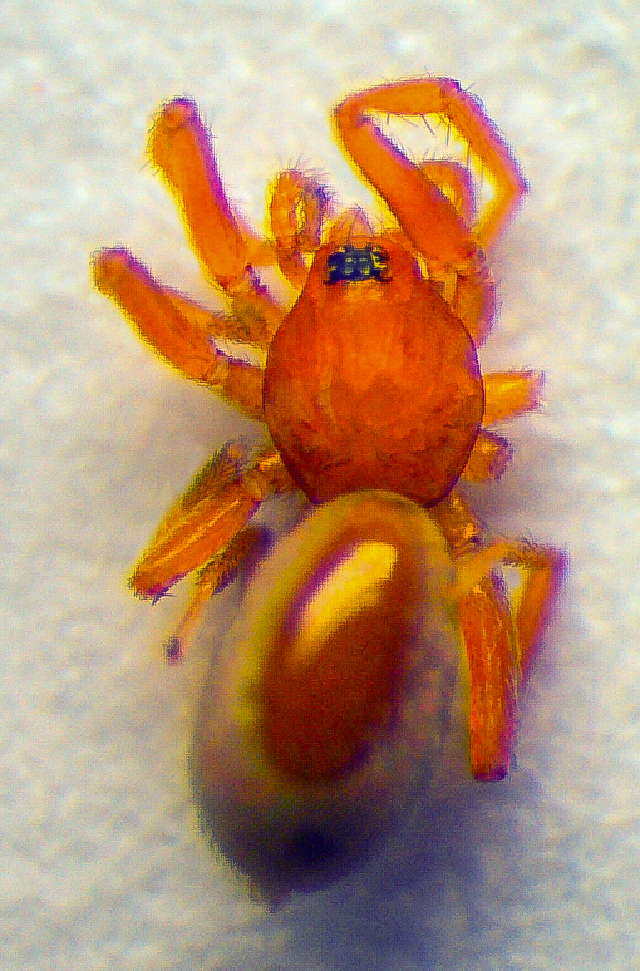
Vzokan americký

Vzokanovití jsou celosvětově rozšířenou skupinou pavouků, jež toleruje široké spektrum přirozených stanovišť od lesů po aridní oblasti. Nejhojněji žijí v tropických oblastech, zvláště početní jsou prý v baldachýnech deštných lesů. Středoevropští vzokani žijí výhradně synantropně. Z území České republiky bylo k roku 2024 zaznamenáno následujících pět druhů: vzokan vlasatý (Ischnothyreus velox), vzokan domácí (Tapinesthis inermis), vzokan americký (Triaeris stenaspis) a vzokani druhů Heteroonops spinimanus a Cortestina thaleri. Vzokanovití většinou den tráví v detritu či pod kameny, jde však o skupinu ekologicky rozmanitou a vyjma druhů pozemních existují i druhy stromové, jeskynní nebo druhy žijící v mravenčích a termitích hnízdech. S příchodem noci se vzokani vydávají na lov členovců s měkkým tělem. Jde o aktivní lovce, kteří si netkají sítě, přiživovat se však mohou na zbytcích kořisti od jiných síťových pavouků. Z vlastního hedvábí si vytvářejí pouze různé ochranné zámotky.
Vzokani mají tendenci produkovat malé množství velkých vajíček; například vzokan americký či cihlový (Oonops pulcher) kladou pouhá dvě vejce na snůšku, vzokan Cortestina thaleri dokonce jen jediné. Vajíčka samice ukládá do pavučinové buňky „s dvířky“, již následně hlídá. Rozmnožovací chování je dobře prozkoumáno zvláště u rodů Orchestina a Silhouettella, přičemž oba rody vykazují polyandrii, tj. jedna samice se páří s větším množstvím samců. V případě vzokanů rodu Silhouettella mohou samice vypudit sperma předchozího samce, a snad díky tomu ovlivňují otcovství u svého potomstva. U samců druhu Unicorn catleyi bylo zjištěno, že mohou zalomit části svých sekundárních pohlavních orgánů v pohlavních vývodech samice, a bránit jí tak před spáření se svými soky. Vzokan americký vyniká skutečností, že se dokáže rozmnožovat partenogeneticky, tedy z neoplozených samičích vajíček.

## Přehled rodů
Platí k září 2024:
- Amazoonops Ott, Ruiz, Brescovit & Bonaldo, 2017
- Anophthalmoonops Benoit, 1976
- Antoonops Fannes & Jocqué, 2008
- Aposphragisma Thoma, 2014
- Aprusia Simon, 1893
- Aschnaoonops Makhan & Ezzatpanah, 2011
- Australoonops Hewitt, 1915
- Bannana Tong & Li, 2015
- Bidysderina Platnick, Dupérré, Berniker & Bonaldo, 2013
- Bipoonops Bolzern, 2014
- Birabenella Grismado, 2010
- Blanioonops Simon & Fage, 1922
- Brignolia Dumitrescu & Georgescu, 1983
- Caecoonops Benoit, 1964
- Camptoscaphiella Caporiacco, 1934
- Cavisternum Baehr, Harvey & Smith, 2010
- Cinetomorpha Simon, 1892
- Cortestina Knoflach, 2009
- Costarina Platnick & Dupérré, 2011
- Cousinea Saaristo, 2001
- Coxapopha Platnick, 2000
- Dalmasula Platnick, Szűts & Ubick, 2012
- Diblemma O. Pickard-Cambridge, 1908
- Dysderina Simon, 1892
- Dysderoides Fage, 1946
- Emboonops Bolzern, Platnick & Berniker, 2015
- Escaphiella Platnick & Dupérré, 2009
- Farqua Saaristo, 2001
- Gamasomorpha Karsch, 1881
- Gradunguloonops Grismado, Izquierdo, González M. & Ramírez, 2015
- Grymeus Harvey, 1987
- Guaraguaoonops Brescovit, Rheims & Bonaldo, 2012
- Guatemoonops Bolzern, Platnick & Berniker, 2015
- Heteroonops Dalmas, 1916
- Hexapopha Platnick, Berniker & Víquez, 2014
- Himalayana Grismado, 2014
- Hortoonops Platnick & Dupérré, 2012
- Hypnoonops Benoit, 1977
- Ischnothyreus Simon, 1893
- Kachinia Tong & Li, 2018
- Kapitia Forster, 1956
- Khamiscar Platnick & Berniker, 2015
- Khamisia Saaristo & van Harten, 2006
- Khamisina Platnick & Berniker, 2015
- Khamisoides Platnick & Berniker, 2015
- Kijabe Berland, 1914
- Lionneta Benoit, 1979
- Longoonops Platnick & Dupérré, 2010
- Malagiella Ubick & Griswold, 2011
- Megabulbus Saaristo, 2007
- Megaoonops Saaristo, 2007
- Melchisedec Fannes, 2010
- Molotra Ubick & Griswold, 2011
- Neotrops Grismado & Ramírez, 2013
- Neoxyphinus Birabén, 1953
- Nephrochirus Simon, 1910
- Niarchos Platnick & Dupérré, 2010
- Noideattella Álvarez-Padilla, Ubick & Griswold, 2012
- Noonops Platnick & Berniker, 2013
- Oonopinus Simon, 1893
- Oonopoides Bryant, 1940
- Oonops Templeton, 1835
- Opopaea Simon, 1892
- Orchestina Simon, 1882
- Ovobulbus Saaristo, 2007
- Paradysderina Platnick & Dupérré, 2011
- Paramolotra Tong & Li, 2021
- Patri Saaristo, 2001
- Pelicinus Simon, 1892
- Pescennina Simon, 1903
- Plectoptilus Simon, 1905
- Ponsoonops Bolzern, 2014
- Predatoroonops Brescovit, Rheims & Ott, 2012
- Prethopalpus Baehr, Harvey, Burger & Thoma, 2012
- Prida Saaristo, 2001
- Prodysderina Platnick, Dupérré, Berniker & Bonaldo, 2013
- Promolotra Tong & Li, 2020
- Pseudodysderina Platnick, Berniker & Bonaldo, 2013
- Pseudoscaphiella Simon, 1907
- Puan Izquierdo, 2012
- Reductoonops Platnick & Berniker, 2014
- Scaphidysderina Platnick & Dupérré, 2011
- Scaphiella Simon, 1892
- Scaphioides Bryant, 1942
- Scaphios Platnick & Dupérré, 2010
- Semibulbus Saaristo, 2007
- Semidysderina Platnick & Dupérré, 2011
- Setayeshoonops Makhan & Ezzatpanah, 2011
- Sicariomorpha Ott & Harvey, 2015
- Silhouettella Benoit, 1979
- Simlops Bonaldo, Ott & Ruiz, 2014
- Simonoonops Harvey, 2002
- Socotroonops Saaristo & van Harten, 2002
- Spinestis Saaristo & Marusik, 2009
- Stenoonops Simon, 1892
- Sulsula Simon, 1882
- Tapinesthis Simon, 1914
- Telchius Simon, 1893
- Termitoonops Benoit, 1964
- Tinadysderina Platnick, Berniker & Bonaldo, 2013
- Tolegnaro Álvarez-Padilla, Ubick & Griswold, 2012
- Toloonops Bolzern, Platnick & Berniker, 2015
- Triaeris Simon, 1892
- Tridysderina Platnick, Berniker & Bonaldo, 2013
- Trilacuna Tong & Li, 2007
- Unicorn Platnick & Brescovit, 1995
- Varioonops Bolzern & Platnick, 2013
- Vientianea Tong & Li, 2013
- Volborattella Saucedo & Ubick, 2015
- Wanops Chamberlin & Ivie, 1938
- Xestaspis Simon, 1885
- Xiombarg Brignoli, 1979
- Xyccarph Brignoli, 1978
- Xyphinus Simon, 1893
- Zyngoonops Benoit, 1977